# Вали-ду-Параиба-Флуминенси (микрорегион)

Вали-ду-Параиба-Флуминенси на карте.

Вали-ду-Параиба-Флуминенси (порт. Microrregião do Vale do Paraíba Fluminense) — микрорегион в Бразилии, входит в штат Рио-де-Жанейро. Составная часть мезорегиона Юг штата Рио-де-Жанейро. Население составляет 	680 011	 человек (на 2010 год). Площадь — 	3825,648	 км². Плотность населения — 	177,75	 чел./км².

## Демография
Согласно сведениям, собранным в ходе переписи 2010 г. Национальным институтом географии и статистики (IBGE), население микрорегиона составляет:						
| Полное население                             | Полное население                             | Полное население                             | Полное население                             | 680 011 |
| -------------------------------------------- | -------------------------------------------- | -------------------------------------------- | -------------------------------------------- | ------- |
| в том числе:                                 | Городское население                          | 657 565                                      | Процент городского населения, %              | 96,70   |
|                                              | Сельское население                           | 22 446                                       | Процент сельского населения, %               | 3,30    |
|                                              | Мужское население                            | 328 392                                      | Процент мужского населения, %                | 48,29   |
|                                              | Женское население                            | 351 619                                      | Процент женского населения, %                | 51,71   |
| Плотность населения, чел/км²                 | Плотность населения, чел/км²                 | Плотность населения, чел/км²                 | Плотность населения, чел/км²                 | 177,75  |
| Население микрорегиона в % к населению штата | Население микрорегиона в % к населению штата | Население микрорегиона в % к населению штата | Население микрорегиона в % к населению штата | 4,25    |

## Статистика
- Валовой внутренний продукт на 2003 год составляет 14 537 388 516,00 реалов (данные: Бразильский институт географии и статистики).
- Валовой внутренний продукт на душу населения на 2003 год составляет 22 408,93 реалов (данные: Бразильский институт географии и статистики).

## Состав микрорегиона
В составе микрорегиона включены следующие муниципалитеты:
1. Барра-Манса
2. Итатиая
3. Пиньейрал
4. Пираи
5. Порту-Реал
6. Куатис
7. Резенди
8. Риу-Клару
9. Волта-Редонда